# Bolama (wyspa)
Bolama (port. Ilha Bolama) – należąca do Gwinei Bissau, jedna z wysp archipelagu Bijagós (9. pod względem powierzchni całkowitej, 2. pod względem liczby mieszkańców).

## Geografia
Długość wyspy wynosi 22,3 km; natomiast szerokość nie przekracza 9,2 km. Najwyżej położony punkt osiąga wysokość 29 m n.p.m. (w zachodniej części wyspy). Na jej powierzchni (65 km²) przeważa zróżnicowany krajobraz nizinny. Jej rozczłonkowana linia brzegowa (z kilkoma plażami) ma łączną długość 70,7 km.